# Guemarà
La Guemarà (en hebreu: גמרא) i la Mixnà juntes formen el Talmud. La Mixnà és la base de la Llei oral, la Guemarà és el comentari de la Mixnà. El mot Guemarà, prové de גמר: (Gamar) que vol dir completar (en hebreu), o estudiar (en arameu). Els rabins de la Mixnà es coneixen com a Tanaim (singular Tanna תנא), els rabins de la Guemarà són anomenats Amoraïm (singular amora אמורא).

## Mixnà
La Mixnà (en hebreu מִשְׁנָה, "repetició") és la primera compilació integral de les lleis orals jueves. Fou redactada en hebreu per Rabí Yehudà ha-Nassí poc després de la destrucció del segon Temple de Jerusalem, ja que fins aquell moment els coneixements es transmetien oralment; després de la destrucció del Temple i amb el començament de les deportacions massives, Rabí Yehudà decidí posar per escrit una obra que reunís les ensenyances orals de les diverses escoles rabíniques, que ensenyaven les mateixes teories però de diferents maneres i amb mínimes discrepàncies, que foren registrades a la Mixnà. La resta de les ensenyances que no quedaren incloses a la Mixnà, es diuen "Tosefta" i "Baraita".

## Talmud

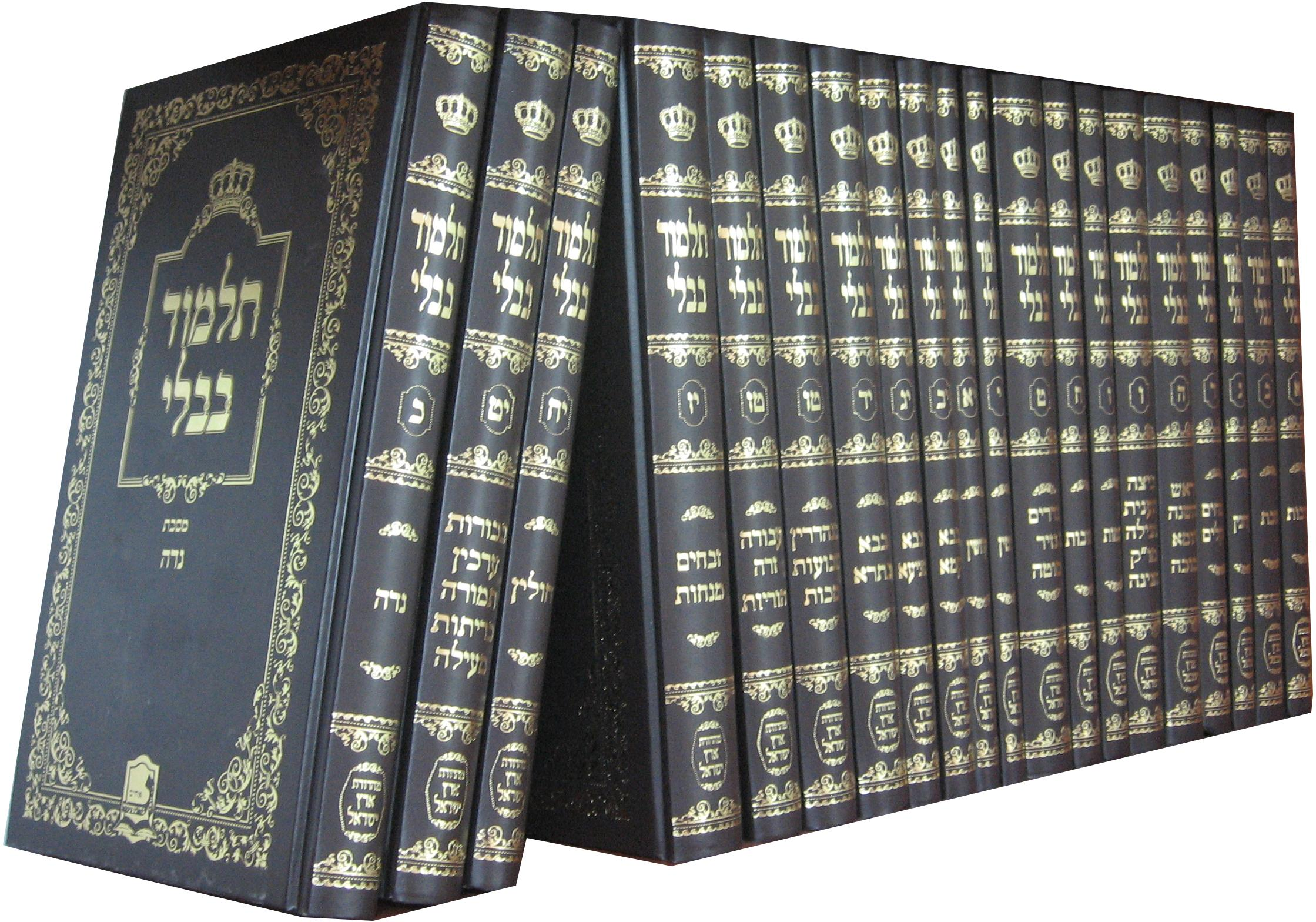
El Talmud

Durant els tres segles que varen seguir la redacció de la Mixnà, els rabins de la Terra d'Israel i els de Babilònia van analitzar, debatre i discutir aquesta obra. Aquestes discussions van formar el nucli de la Guemarà (גמרא). Gemara vol dir "compliment" (de l'hebreu gamar גמר: "acomplir") o "aprenentatge" (de l'arameu: "estudiar").
La Guemarà principalment es concentra en elaborar i desenvolupar les opinions dels Tannaim. Els rabins de la Guemarà són coneguts com els Amoraim (en singular: Amora אמורא). La major part de la Guemarà consisteix en l'analisi de la Mixnà. Una altra funció de la Guemarà és identificar la base bíblica correcta de cadascuna de les lleis que apareixen a la Mixnà.
Hi ha dues versions del Talmud: el Talmud de Jerusalem (en hebreu: תלמוד ירושלמי, Talmud Yeruixalmi), amb la Guemarà de la Terra d'Israel, i el Talmud de Babilònia (en hebreu: תלמוד בבלי, Talmud Bablí), amb la Guemarà de Babilònia. Els dos comparteixen la mateixa Mixnà. La Guemarà, està en la seva major part escrita en arameu, però tots dos contenen fragments en hebreu, canviant fins i tot al mig d'una història, en canvi la llengua de tota la Mixnà és l'hebreu.